# سیگورنی ویور
سوزان الکساندرا ویور (انگلیسی: Susan Alexandra Weaver؛ زادهٔ ۸ اکتبر ۱۹۴۹) بازیگر آمریکایی است. او به‌عنوان چهره‌ای تاثیرگذار در سینمای علمی-تخیلی و فرهنگ مردمی شناخته می‌شود. ویور برای بازی در نقش الن ریپلی در فرنچایز بیگانه به شهرت رسید. این نقش به‌عنوان یکی از پروتاگونیست‌های برجستهٔ زن در تاریخ سینما به‌شمار می‌رود. نقش‌آفرینی در این مجموعه جوایز متعددی را برای او به همراه داشت؛ او برای قسمت دوم این مجموعه نامزد دریافت جایزهٔ اسکار و گلدن گلوب در رشتهٔ بهترین بازیگر زن شد.
نقش‌آفرینی ویور در فیلم‌های گوریل‌ها در مه (۱۹۸۸)، دختر شاغل (۱۹۸۸) و طوفان یخ (۱۹۹۷) با تحسین همراه بود. او برای دو فیلم اول در یک سال دو جایزهٔ گلدن گلوب کسب کرد و نامزد دریافت جایزهٔ اسکار هم شد. از دیگر نقش‌های سینمایی ویور می‌توان به شکارچیان روح (۱۹۸۴)، شکارچیان روح ۲ (۱۹۸۹)، دیو (۱۹۹۳)، مرگ و دوشیزه (۱۹۹۴)، میمون‌صفت (۱۹۹۵)، ماجراجویی کهکشانی (۱۹۹۹)، گودال‌ها (۲۰۰۳)، وال-ئی (۲۰۰۸)، آواتار (۲۰۰۹)، نیایش‌ها برای بابی (۲۰۰۹)، پل (۲۰۱۱)، کلبه‌ای در جنگل (۲۰۱۲) و هیولایی فرا می‌خواند (۲۰۱۶) اشاره کرد. او در مینی‌سریال‌های جانوران سیاسی (۲۰۱۲) و مدافعان (۲۰۱۷) هم ایفای نقش کرده‌است.

## فیلم‌شناسی

### فیلم
| سال  | عنوان                                        |
| ---- | -------------------------------------------- |
| ۱۹۷۷ | آنی هال                                      |
| ۱۹۷۸ | مدمن                                         |
| ۱۹۷۹ | بیگانه                                       |
| ۱۹۸۱ | شاهد عینی                                    |
| ۱۹۸۲ | سال زندگی خطرناک                             |
| ۱۹۸۳ | معامله قرن                                   |
| ۱۹۸۴ | شکارچیان روح                                 |
| ۱۹۸۵ | One Woman or Two                             |
| ۱۹۸۶ | خیابان هاف مون                               |
| ۱۹۸۶ | بیگانه‌ها                                     |
| ۱۹۸۸ | گوریل‌ها در مه                                |
| ۱۹۸۸ | دختر شاغل                                    |
| ۱۹۸۹ | شکارچیان روح ۲                               |
| ۱۹۹۲ | بیگانه ۳                                     |
| ۱۹۹۲ | ۱۴۹۲: فتح بهشت                               |
| ۱۹۹۳ | دیو                                          |
| ۱۹۹۴ | The Wild Swans                               |
| ۱۹۹۴ | مرگ و دوشیزه                                 |
| ۱۹۹۵ | میمون‌صفت                                     |
| ۱۹۹۵ | Jeffrey                                      |
| ۱۹۹۷ | طوفان یخ                                     |
| ۱۹۹۷ | بیگانه: رستاخیز                              |
| ۱۹۹۷ | سفید برفی: یک داستان وحشتناک                 |
| ۱۹۹۹ | نقشه‌ای از جهان                               |
| ۱۹۹۹ | ماجراجویی کهکشانی                            |
| ۲۰۰۰ | کارمند شرکت                                  |
| ۲۰۰۱ | دل‌شکن‌ها                                      |
| ۲۰۰۲ | بچه قورباغه                                  |
| ۲۰۰۲ | The Guys                                     |
| ۲۰۰۳ | گودال‌ها                                      |
| ۲۰۰۴ | قهرمانان خیالی                               |
| ۲۰۰۴ | روستا                                        |
| ۲۰۰۶ | کیک برفی                                     |
| ۲۰۰۶ | مجموعه تلویزیونی                             |
| ۲۰۰۶ | بدنام                                        |
| ۲۰۰۷ | Happily N'Ever After                         |
| ۲۰۰۷ | دختری در پارک                                |
| ۲۰۰۷ | مجموعه تلویزیونی                             |
| ۲۰۰۸ | نقطه برتری                                   |
| ۲۰۰۸ | مهربان باش، بپیچان                           |
| ۲۰۰۸ | مامان بچه                                    |
| ۲۰۰۸ | وال-ئی                                       |
| ۲۰۰۸ | افسانه دسپرو                                 |
| ۲۰۰۹ | آواتار                                       |
| ۲۰۱۰ | دیوانه از بیرون                              |
| ۲۰۱۰ | خانه خوب                                     |
| ۲۰۱۰ | دوباره تو                                    |
| ۲۰۱۱ | سدار راپیدز                                  |
| ۲۰۱۱ | پل                                           |
| ۲۰۱۱ | آدم‌ربایی                                     |
| ۲۰۱۱ | رمپارت                                       |
| ۲۰۱۲ | کلبه‌ای در جنگل                               |
| ۲۰۱۲ | چراغ‌های قرمز                                 |
| ۲۰۱۲ | نور سرد روز                                  |
| ۲۰۱۲ | خون‌آشام‌ها                                    |
| ۲۰۱۴ | My Depression (The Up and Down and Up of It) |
| ۲۰۱۴ | خروج: خدایان و پادشاهان                      |
| ۲۰۱۵ | چپی                                          |
| ۲۰۱۶ | در جستجوی دوری                               |
| ۲۰۱۶ | شکارچیان روح                                 |
| ۲۰۱۶ | هیولایی فرا می‌خواند                          |
| ۲۰۱۶ | واگذاری                                      |
| ۲۰۱۷ | داستان‌های مایروویتز                          |
| ۲۰۱۷ | Rakka                                        |
| ۲۰۲۰ | سال سالینجر من                               |
| ۲۰۲۱ | خانه خوب                                     |
| ۲۰۲۱ | شکارچیان روح: افترلایف                       |
| ۲۰۲۲ | آواتار ۲                                     |
| ۲۰۲۴ | آواتار ۳                                     |
| TBA  | Call Jane                                    |

### تلویزیون
- فیوچراما (۲۰۰۲)
- نیایش‌ها برای بابی (۲۰۰۹)
- جانوران سیاسی (۲۰۱۲)
- دکتر مارتین (۲۰۱۵، ۲۰۱۷)
- مدافعان (۲۰۱۷)
- باب‌اسفنجی شلوارمکعبی (۲۰۱۹)
- بلور تاریک: دوران مقاومت (۲۰۱۹)
- کارگزار مرا خبر کنید! (۲۰۲۰)